# Ключ 57
Ключ 57 (трад. и упр. 弓) — ключ Канси со значением «лук (оружие)»; один из 34, состоящих из трёх штрихов.
В словаре Канси есть 165 символов (из 49 030), которые можно найти c этим радикалом.

## История
Древняя идеограмма изображала оружие лук.
Современный иероглиф употребляется в значениях: «лук, самострел, гнутый, изогнутый, сводчатый», «стрелять из лука, сгибать, подгибать».
Иероглиф является сильным ключевым знаком.

Вид в Цзиньвэнь
Вид в Цзягувэнь
Вид в Цзянбо
Вид в большой печати Чжуаньшу
Вид в малой печати Чжуаньшу

В словарях находится под номером 57.

## Значение
1. Стрельба из лука.
2. Торговец, который делает луки.
3. Согнуть, сгибать, подгибать.
4. Гнутый, изогнутый, сводчатый
5. В древние времена единицей измерения площади земли был лук в пять футов. (см. Китайская система мер)

## Варианты прочтения
- кит. 弓, пиньинь gōng, гон.
- яп. し ん, kiyuu, кю.
- кор. 활 hwal, хваль?, 궁 gung, гюн?.

## Примеры иероглифов
| Доп. штрихи | Иероглифы                                       |
| ----------- | ----------------------------------------------- |
| 0           | 弓                                              |
| 1           | 弔 引 弖 㢧                                     |
| 2           | 弗 弘                                           |
| 3           | 弚 弛 弜 弙 㢨 㢩 㢪 㢫 𢎭                      |
| 4           | 弝 弞 弟 㢬 㢭 𢎽                               |
| 5           | 弡 弢 弣 弤 弦 弧 弨 弩 㢮 㢯 㢰 㢱 弥 𢏐 𢏑    |
| 6           | 弫 弬 弭 弮 弯 㢲 㢳 㢴 㢵 㢶 㢷 𢏗 𢏠 𢏡 𢏢 𢏣 |
| 7           | 弰 弱 弲 弳 㢸 㢹                               |
| 8           | 弴 張 弶 強 弸 弹 㢺 㢻 㢼 𢏺 𢏿                |
| 9           | 强 弻 弼 弽 弾 㢽 㢾 㢿                         |
| 10          | 弿 彀 彁 彂 㣀 㣁 㣂 𢐎                         |
| 11          | 彃 彄 彅 㣃                                     |
| 12          | 彆 彇 彈 彉 㣄 㣅                               |
| 13          | 彊 彋                                           |
| 14          | 彌                                              |
| 15          | 彍                                              |
| 18          | 㣆                                              |
| 19          | 彎 𢑊                                           |
| 20          | 彏                                              |

- Примечание: Ваш браузер может отображать иероглифы неправильно.